# Потка, Сусанна
Сусанна Потка (фин. Susanna Potka; 21 мая 1984; Сейняйоки, Финляндия) — финская конькобежка, 4-кратная чемпионка Финляндии в спринтерском многоборье, 2-кратная в классическом многоборье и 9-кратная на отдельных дистанциях, многократная призёр чемпионата Финляндии. Рекордсменка Финляндии на дистанциях 500, 1000 и 1500 метров.

## Биография
Сусанна Потка начала заниматься конькобежным спортом в возрасте 9 лет в Сейняйоки, и уже через год стала принимать участие в молодёжных чемпионатах Финляндии. В 1999 году впервые завоевала медаль на молодёжном чемпионате, заняв 1-е место в многоборье, следом выиграла "бронзу" в многоборье и на дистанции 3000 м на чемпионате Финляндии среди юниоров. В 2000 году Потка выиграла юниорский чемпионат на всех дистанциях и в многоборье.
В 2002 году Потка на Национальном чемпионате во взрослой категории заняла 3-е места в многоборье, в спринте и на дистанции 5000 м. Она также участвовала на Юношеских играх Северной Европы, где стала 6-й в забеге на 500 м, и 9-й на остальных дистанциях. В 2003 году дебютировала на юниорском чемпионате мира, где заняла 35-е место в многоборье. На Национальном чемпионате вновь была на подиуме на всех дистанциях, а в комбинации спринта и многоборья стала 2-й.
В 2004 году Потка впервые завоевала золотые медали в спринтерском многоборье и на дистанции 500 м на чемпионате Финляндии, а через год победила и в классическом многоборье, на отдельных дистанциях была 2-й на всех дистанциях. В том же 2005 году она участвовала в зимней Универсиаде в Инсбруке, заняв места в третьем десятке на дистанциях 500, 1000 и 1500 м. В сезоне 2006/07 стала первой в спринте на чемпионате Финляндии и на дистанциях 500, 1000 м и командной гонке преследования. 
В 2007 году дебютировала на Кубке мира и в январе на этапе в Херенвене установила национальный рекорд в забеге на 1000 м с результатом 1: 23,45 сек, побив рекорд 10-летней давности Дженни Андберг. В марте выиграла чемпионат страны в спринте и на дистанциях 1000 м. Сразу по окончании сезона в конькобежном спорте участвовала в чемпионате страны по шорт-треку и выиграла две "бронзы" в забегах на 500 и 1500 м.
В сезоне 2007/08 Потка выиграла чемпионат страны в спринте третий раз и на дистанциях 500 и 1000 м и участвовала на спринтерском чемпионате мира в Херенвене, где заняла 33-е место. В марте 2008 года она выступала в Калгари в финале Олимпийского овала и установила финские рекорды на дистанции 500 м и 1500 м соответственно с результатами 40,73 сек и 2:06,24 сек. В сезоне 2008/09 вновь победила на финском чемпионате в спринте и на дистанциях 500 и 1000 м, а также в командной гонке преследования. В марте после гонки закрытия сезона завершила карьеру.